# Зигмунд Фулкес
Зигмунд Хайнрих Фулкес (на английски: Foulkes), роден като Зигмунд Хайнрих Фукс (Siegmund Heinrich Fuchs) в Карлсруе, Германия е основател на груповата анализа, специфична форма на групова психотерапия, както и на Обществото за групова анализа в Лондон, което поддържа международно членство в много страни.

## Биография
Фулкес учи медицина в Хайделберг и Франкфурт, където завършва през 1923 г. и за период от две години работи и учи с невролога Курт Голдщайн. Той се обучава като психоаналитик от 1928 до 1930 г. във Виена, където аналитик му е Хелене Дойч. В началото на професионалната си кариера Фулкес практикува много години само като фройдистки аналитик. Впоследствие се връща във Франкфурт, където споделя една сграда с Института по социология, където е директор на клиниката на новосформирания Институт за психоанализа преди да замине за Англия през 1933 г. като бежанец; Фулкес после се установява там с жена си Ерна и имат три деца и продължава да работи като психоаналитик и става обучаващ аналитик. Обаче, за да прави това той трябва да добие британска медицинска квалификация и членство в Британското психоаналитично общество. В това му помата Ърнест Джоунс.